# 앨런 멀러리
앨런 로저 멀러리(Alan Roger Mulally, 1945년 8월 4일 ~ )는 미국의 항공우주공학자이자 제조 부문의 임원이다.
포드 모터 컴퍼니의 전 사장이자 CEO이다. 2014년 7월 1일 포드 모터 컴퍼니에서 은퇴하였다. 포드는 2000년대 말 대침체 기간 중 고통을 겪었으며 멀러리 밑에서 흑자로 돌아섰으며 정부가 제공하는 긴급구제자금을 거절한 유일한 미국의 주요 자동차 제조업체였다. 2014년 7월 15일, 구글의 임원으로 지명되었다.
멀러리는 보잉의 부사장, 보잉 커머셜 에어플레인스(BCA)의 CEO를 역임하였다.